# ضريح همايون
ضريح همايون ، هي مجمع من الأبنية على طراز العمارة المغولية بني كمقبرة للإمبراطور المغولي همايون. وتقع في حي نظام الدين دلهي الشرقية.

## التاريخ
يقع ضريح همايون في مدينة دلهى وهو يضم جثمان الأمبراطور المغولى نصير الدين همايون.
تم تشييد الضريح بأمر من زوجة الأمبراطور ‘حميدة بانو بيجوم’، و قد بدأ بنائه بالفعل في عام 1562 - بعد مرور تسعة أعوام على وفاة الإمبراطور. قام بتصميم بناء الضريح مهندس من هرات في أفغانستان يدعى ميراك ميرزا غيث. يحيط بالضريح حديقة كبيرة تصل مساحتها إلى حوالى 30 فدان، وقد تم تصميمها على الطراز الحدائقى الفارسي، وكانت أولى الحدائق من نوعها التي تشيد في شرق آسيا. تضم الحديقة مجموعة جميلة من النباتات والأشجار تزهر في مواسم متعاقبة تغطى العام كله. يعد ضريح همايون من أبرز آثار الحضارة المغولية في الهند لذا تم ضمه إلى قائمة اليونسكو لأهم مواقع التراث الأنسانى العالمى في عام 1993.

## معرض الصور

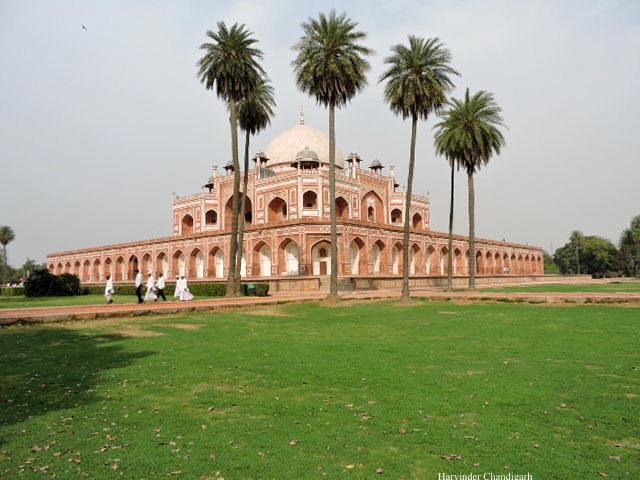
Tomb of Humayun Delhi, India . 01
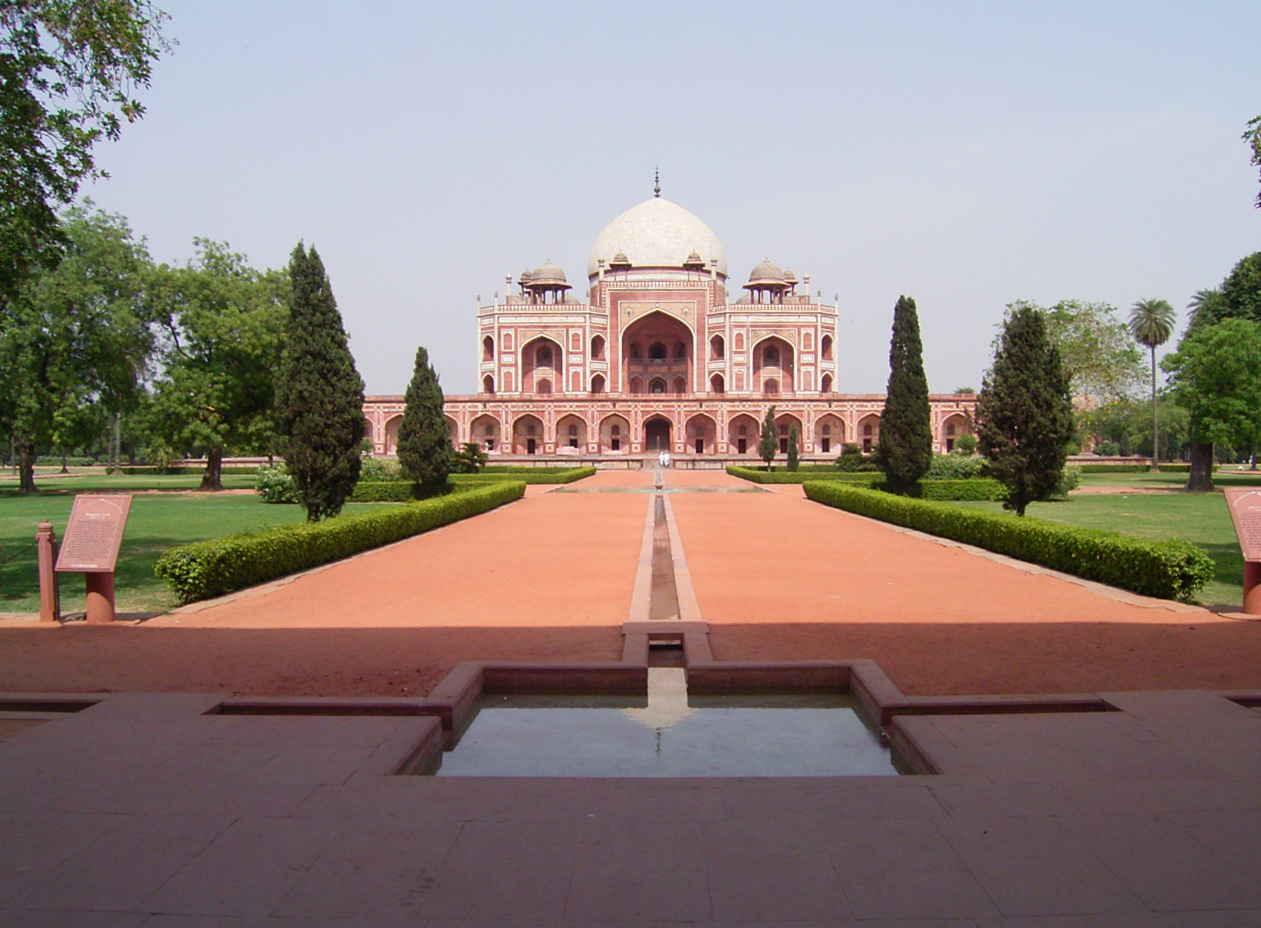
حدائق تتداخل بها المجاري المائية
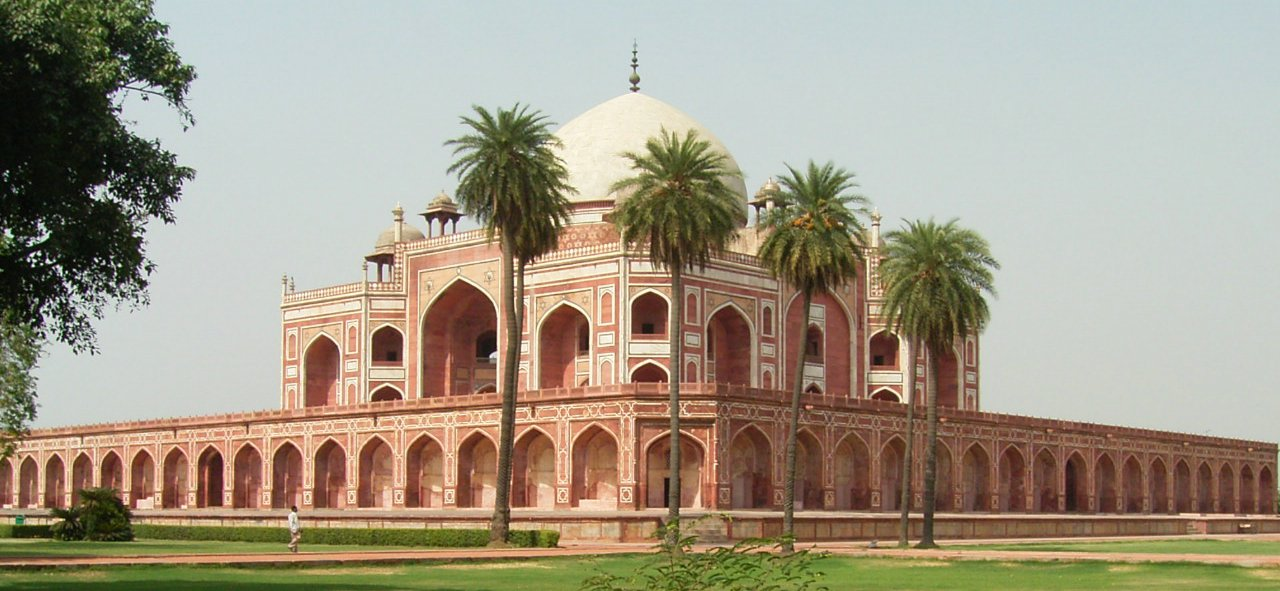
منظر جانبي لمقبرة همايون
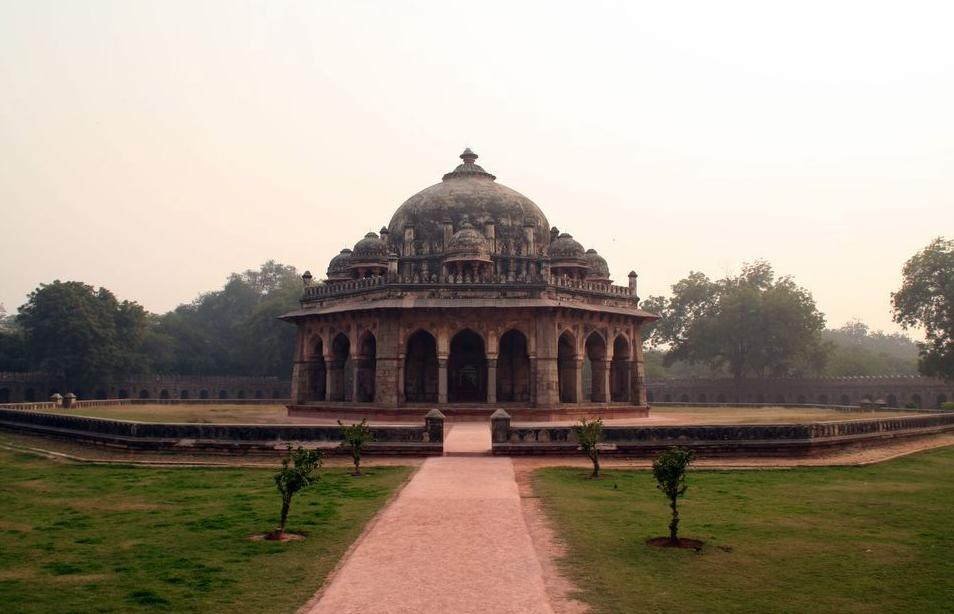
Ali Isa Khan Niazi's nearby tomb
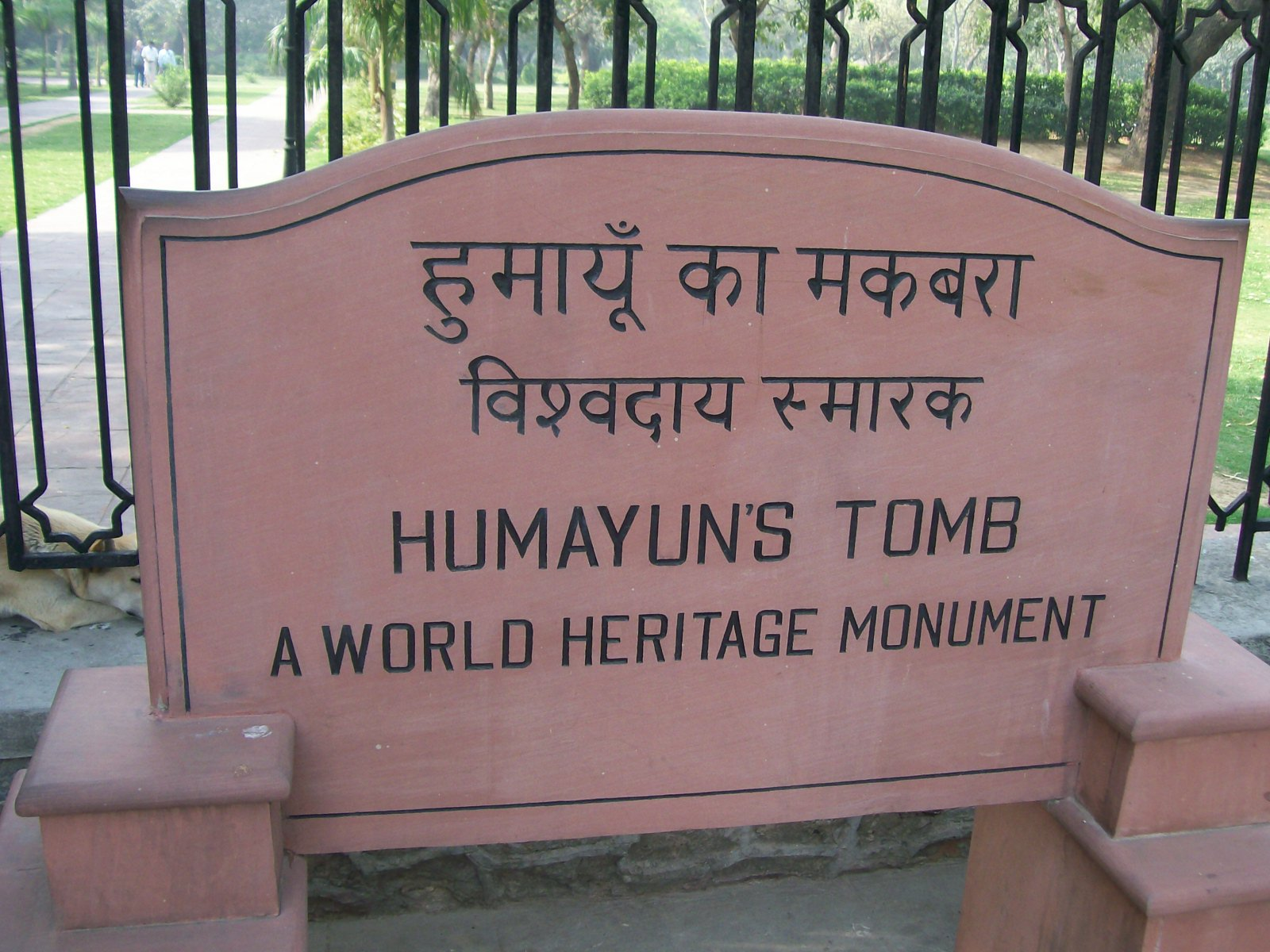
مدخل مقبرة همايون
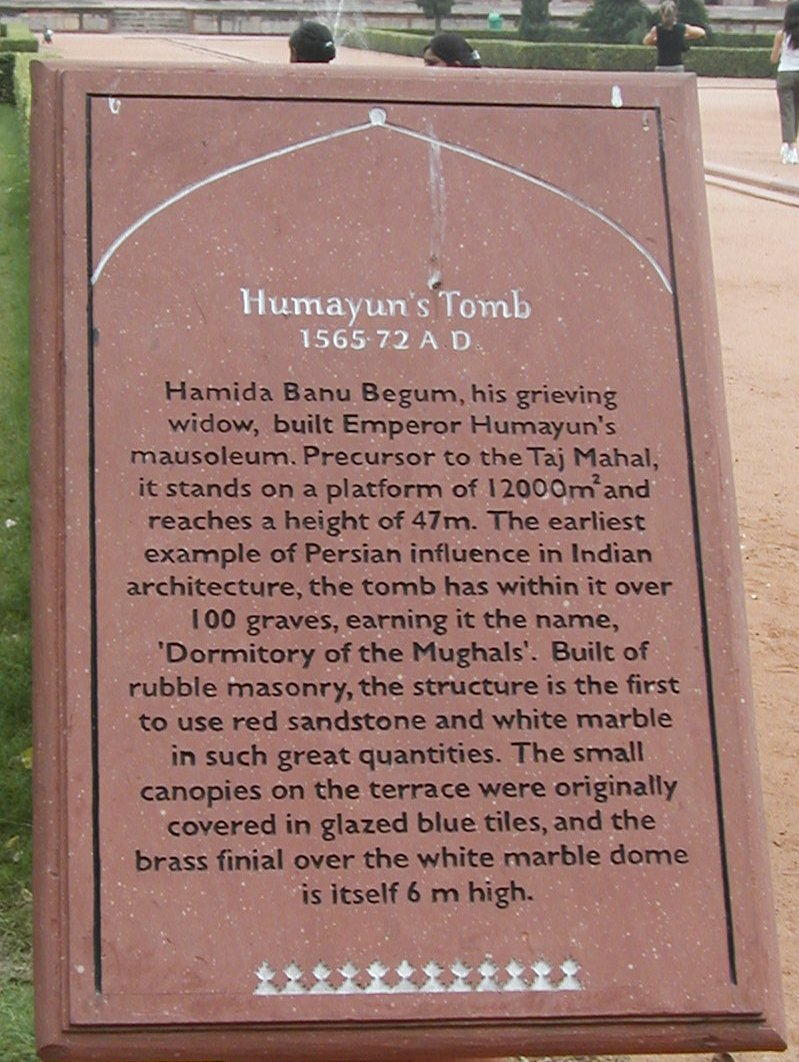
وصف موجز للموقع في المدخل